# Ligyra proserpina
Ligyra proserpina är en tvåvingeart som först beskrevs av Christian Rudolph Wilhelm Wiedemann 1828.  Ligyra proserpina ingår i släktet Ligyra och familjen svävflugor. Inga underarter finns listade i Catalogue of Life.